# Calle General Gutiérrez Mellado
La Calle General Gutiérrez Mellado es una calle peatonal de la ciudad española de Pontevedra situada en el primer ensanche de la ciudad. Es una de las principales calles de Pontevedra.

## Origen del nombre
Desde 1996, la calle está dedicada al militar y político Manuel Gutiérrez Mellado (1912-1995) por su relevante labor durante la transición española y con la finalidad de eliminar del callejero de la ciudad nombres franquistas como el de su anterior denominación, General Mola.

## Historia
El origen de la calle está en el acuerdo adoptado por el ayuntamiento de Pontevedra el 5 de enero de 1896 para abrir una nueva calle entre las calles Marqués de Riestra y Michelena, a través de la finca y jardines de Alejandro Mon Landa. En 1900 se expusieron al público los terrenos que se necesitaban para la calle.
En 1925 se anunció finalmente la apertura de la nueva calle para unir las calles Michelena y Marqués de Riestra y urbanizar un importante sector del centro de la ciudad. En 1926 se pagaron las expropiaciones y el 25 de agosto de ese mismo año empezaron las obras de apertura de la vía.
Las obras de finalización de la nueva calle se prorrogaron más de lo previsto a causa del necesario derribo de un garaje al final de la misma, con frente a la calle Marqués de Riestra. Las últimas casas que quedaban en esa calle y que impedían la apertura total de la nueva vía denominada prolongación de la calle de Fernández Villaverde se habían ya expropiado y se derribaron en el mes de mayo de 1927. A partir del mes de junio de ese año empezó el vallado y cerramiento de solares en la nueva calle por parte de sus propietarios. A finales de 1929 la calle se encontraba todavía sin urbanizar y los barracones del antiguo garaje al final de la calle estaban todavía en pie.
En los primeros años de existencia el nuevo vial fue conocido como Calle del Chanchullo a causa de las negociaciones ocultas y artificiosas que se habían llevado a cabo para conseguir la apertura del mismo desde el inicio y porque la calle no se abrió con arreglo al proyecto aprobado por el ayuntamiento. En mayo de 1931 se terminó la explanación de la nueva vía y en 1935 los automóviles ya circulaban normalmente por la calle. A principios de junio de 1936 el director general de la compañía Telefónica anunció la próxima construcción en la calle de un edificio en el número 5 con destino a Central Teléfonica, que fue bendecido por el arzobispo Fernando Quiroga Palacios en 1950 y que se convirtió en su sede en Pontevedra y albergó las oficinas de la compañía en la ciudad.
El 26 de junio de 1937 se le otorgó el nombre del General Mola, fallecido el día 3 de ese mes en un accidente aéreo. En ese mismo año se procedió a la instalación del alcantarillado y a la conducción de agua para favorecer la construcción de edificios, que todavía no se había iniciado. En 1938 se efectuó la pavimentación de la calle. En ese mismo año el arquitecto Juan Argenti Navajas proyectó el Edificio Corbal, un edificio art déco que hace esquina con la calle Michelena en el número 11 con fachada rotonda y terrazas planas, que fue inaugurado en 1940 y fue el primer edificio de la calle.
En 1943, el arquitecto Emilio Quiroga Losada diseñó la casa de Valentín Muiños, edificio racionalista sito frente a Villa Pilar haciendo esquina entre las calles General Gutiérrez Mellado y Marqués de Riestra, que fue el segundo de la calle, y que fue terminado en 1947.
La mayoría de los edificios actuales de la calle se levantaron en los años 1960, finalizando la edificación actual de solares a principios de los años 1970. En esas décadas la calle se convirtió en un emplazamiento comercial de la ciudad con conocidos establecimientos como el comercio de discos y electrodomésticos Vázquez Lescaille, que abrió sus puertas en 1956. La calle fue también en esas décadas un punto de referencia para la parada de autobuses interurbanos. Diversos bancos establecieron sus sucursales en su lado este y múltiples comercios se instalaron en su lado oeste.
En 1965 se abrió a través del edificio del número 3 de la calle un segundo tramo de las galerías comerciales de la calle de la Oliva que permitió la unión de esta calle con la calle General Gutiérrez Mellado.
El 25 de abril de 1996 la corporación municipal decidió cambiar el nombre original de la calle, pasando a denominarse calle del General Gutiérrez Mellado, general fallecido cuatro meses antes.
En 2002 se inició una profunda remodelación de la calle para convertirla en peatonal.  Las obras terminaron a principios de mayo de 2003.
En abril de 2023, con motivo de la demolición del edificio del número 3 para la construcción de un nuevo inmueble para una macrotienda de Zara, se procedió al tapiado de la salida de las galerías comerciales de la Oliva.

## Descripción

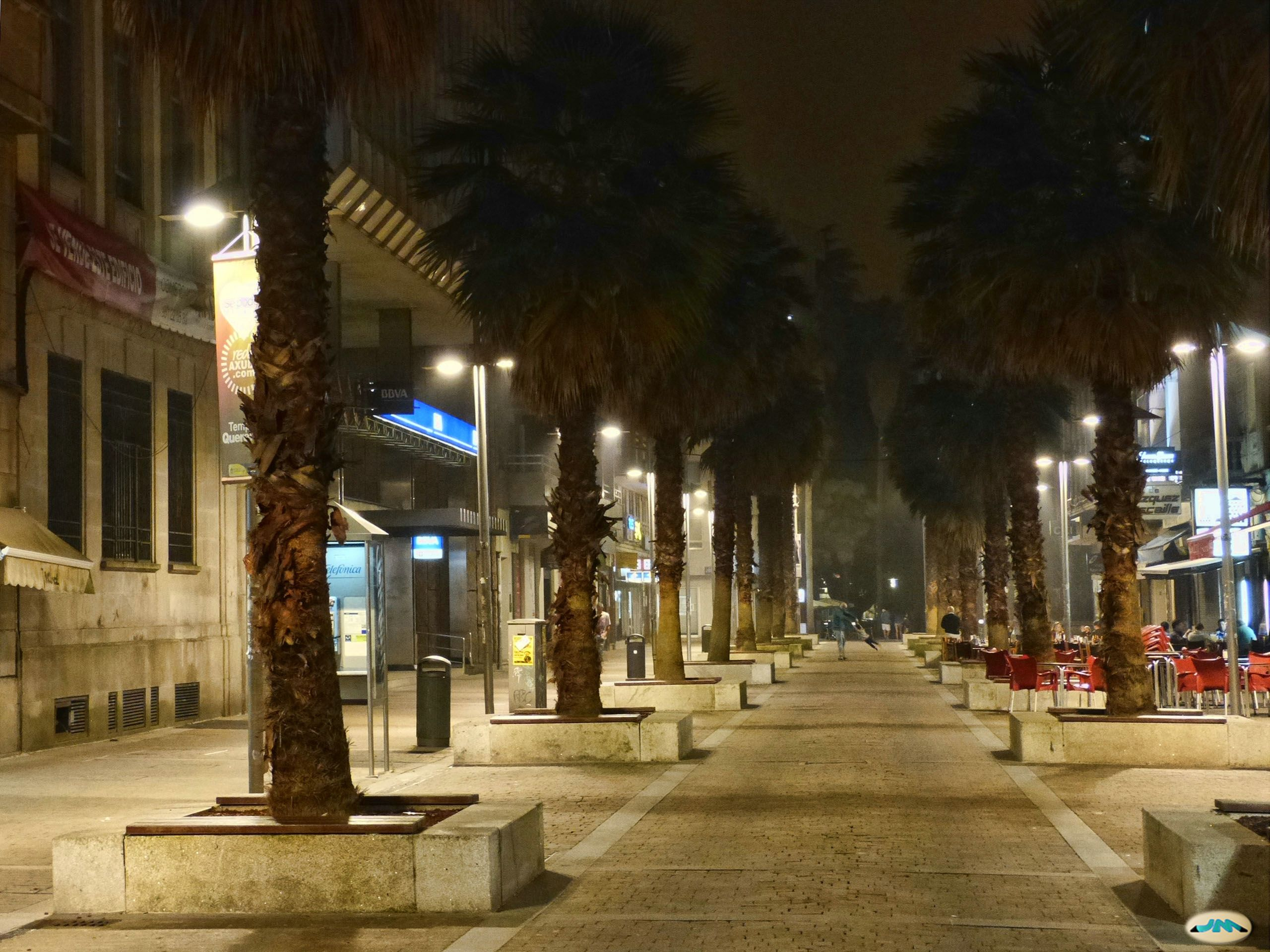
La calle de noche con sus palmeras de abanico californianas.

Es una calle peatonal de 140 metros de longitud, recta y llana, en pleno centro de la ciudad, que conecta el parque de las Palmeras con el casco antiguo de la ciudad. Su anchura media es de 20 metros.
Se trata de una calle céntrica del primer ensanche de la ciudad entre las calles Marqués de Riestra y Michelena, en el límite del centro histórico de Pontevedra. 
En la calle se encuentran numerosos comercios y sucursales bancarias. El pavimento de adoquín es en tonos ocre y está enmarcado por bandas de granito a los lados para diferenciar los espacios exclusivamente peatonales y el carril central, peatonal y restringido al tráfico de servicios y acceso a garajes de residentes.
El aspecto más destacado de la calle son las dos hileras de altas  palmeras de abanico californianas, cuyos 24 ejemplares delimitan longitudinalmente a lo largo de la calle el carril central y facilitan la transición entre el parque de las Palmeras y el centro histórico de Pontevedra. Cubriendo la parte superior de los amplios alcorques de piedra que rodean las palmeras y que incluyen iluminación nocturna se encuentran asientos de madera en ambos extremos.

## Galería de imágenes

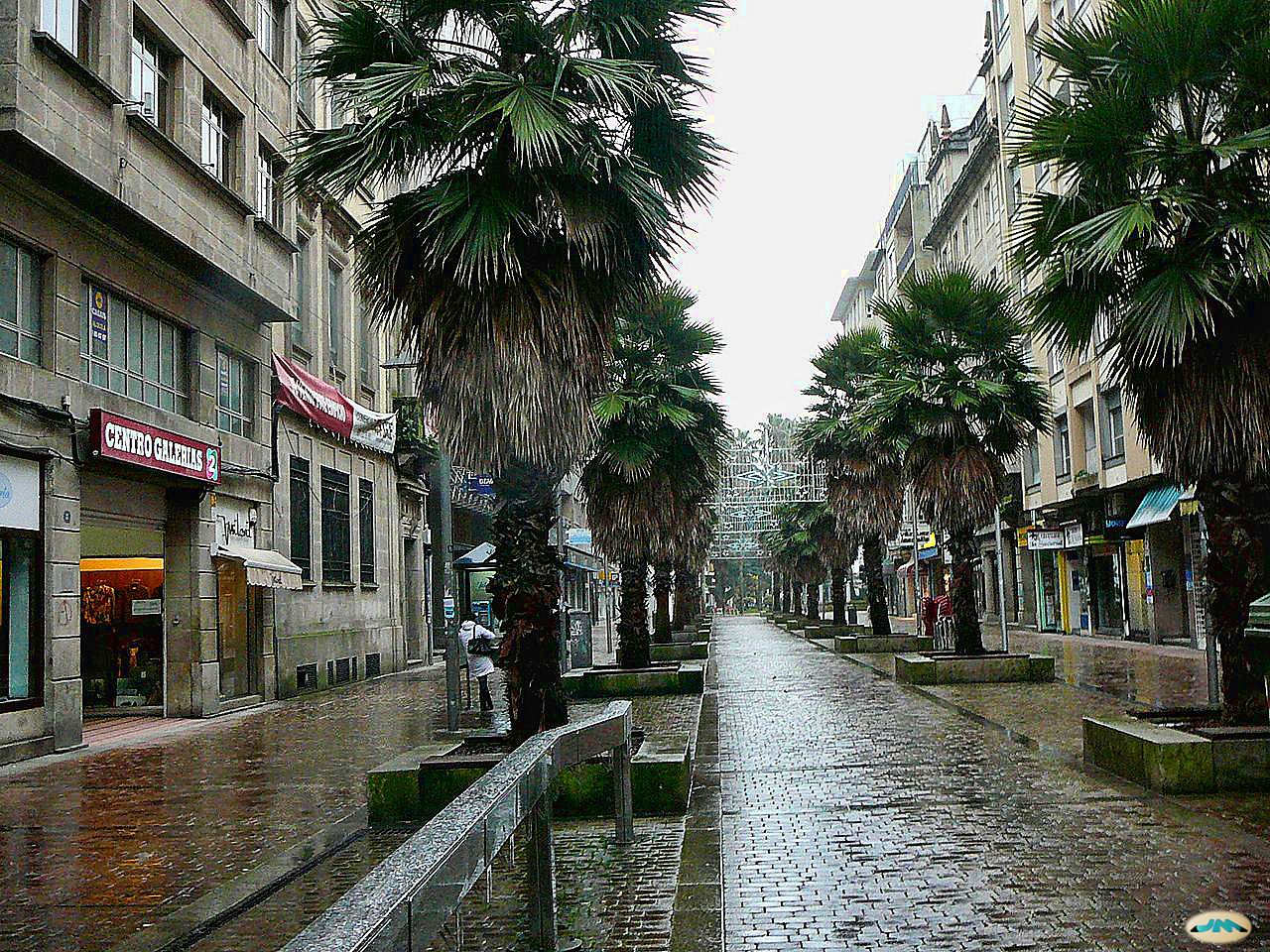
La calle bajo la lluvia en enero de 2012
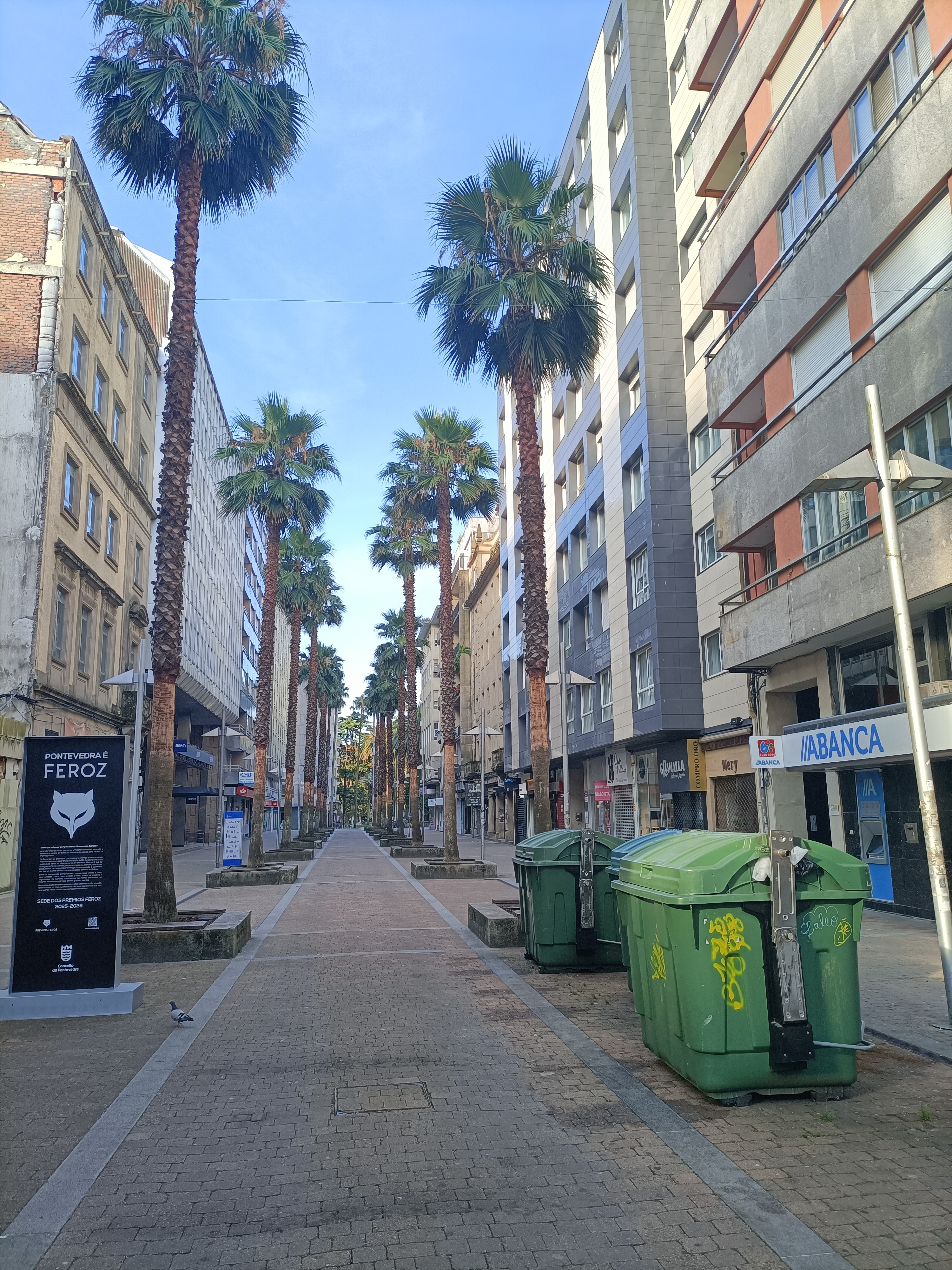
Vista de la calle desde la calle Michelena
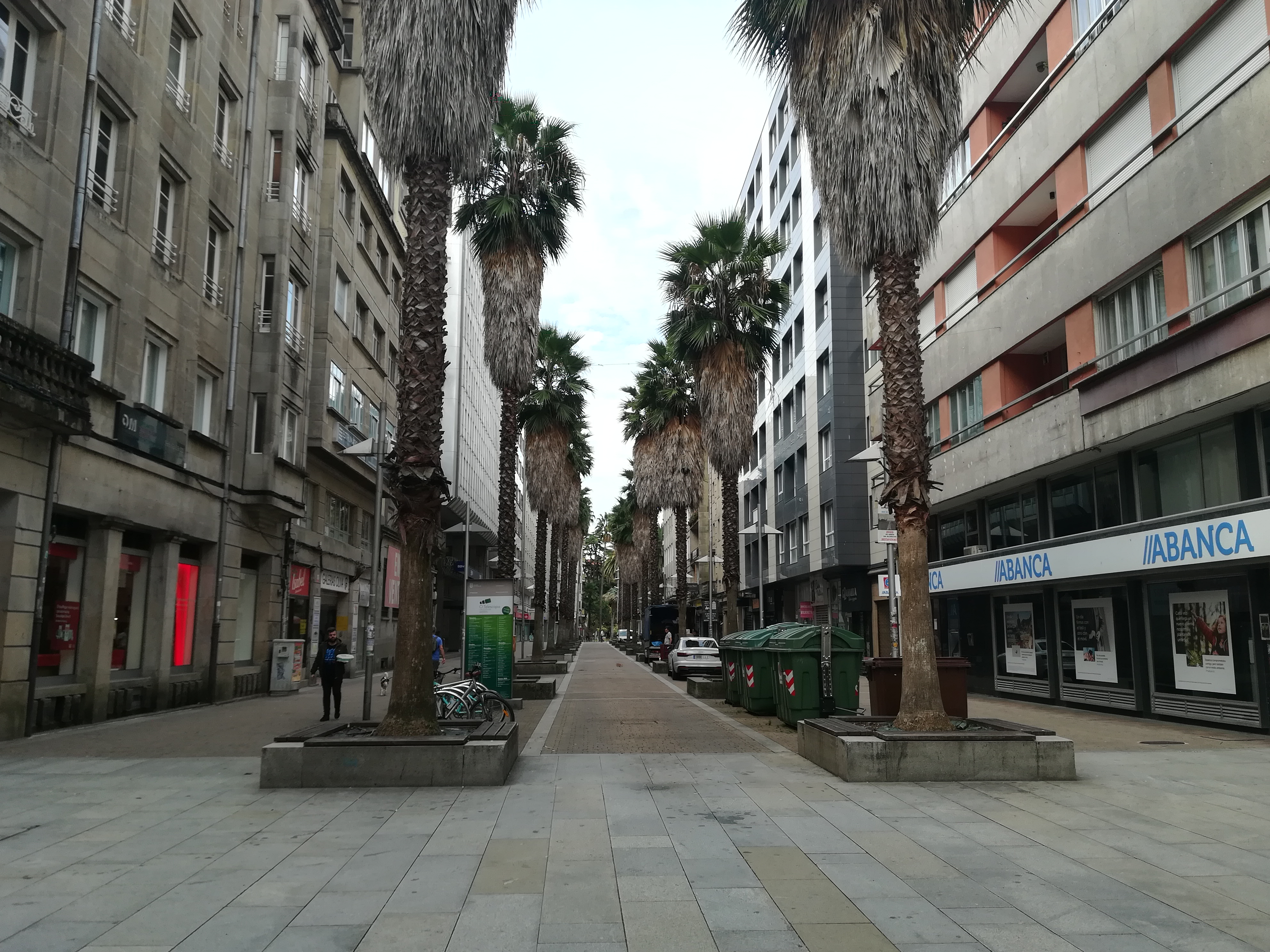
Palmeras de abanico californianas con sus faldas de hojas secas
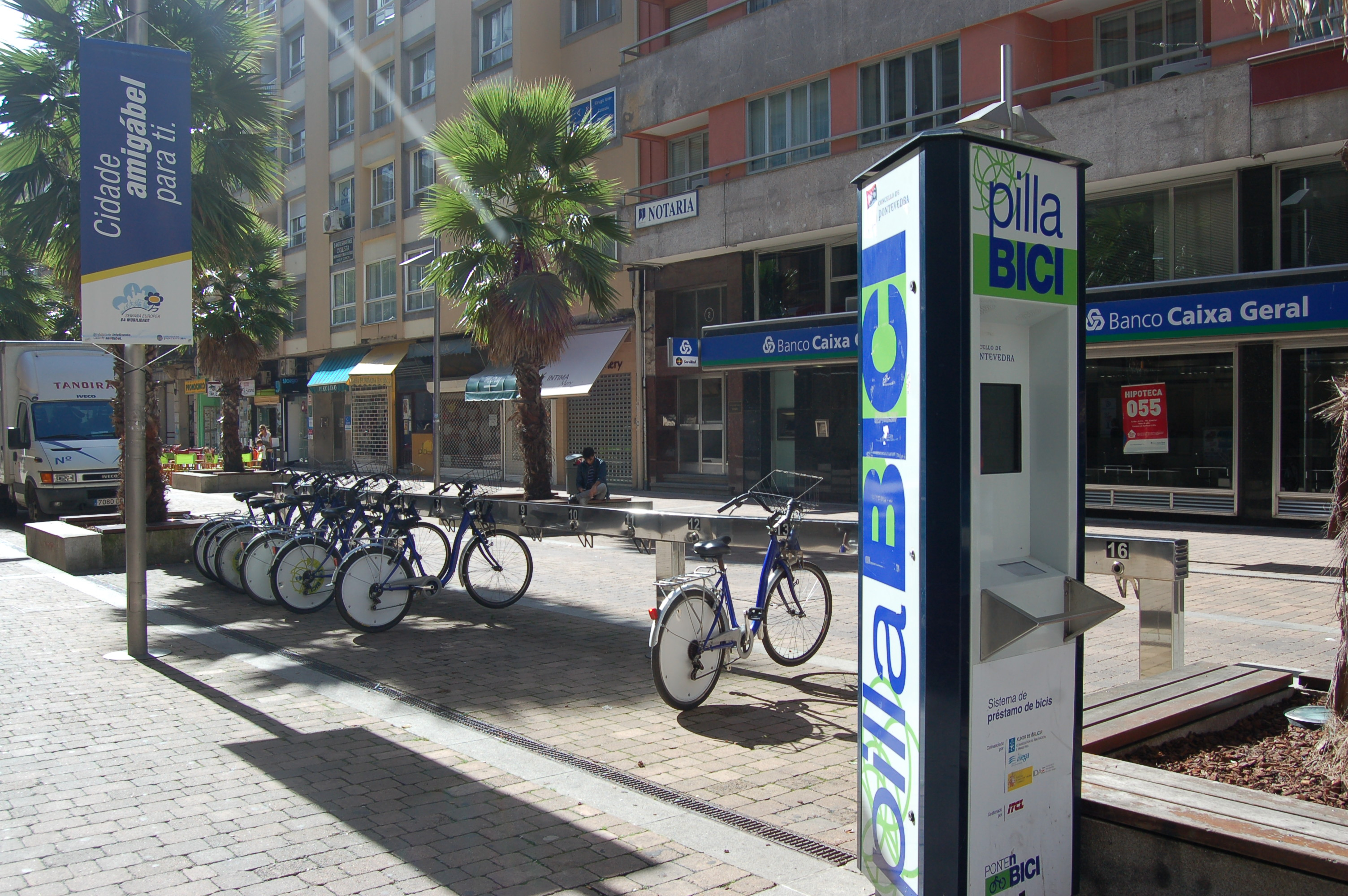
Estación del servicio de bicletas Pillabici en la calle en 2010
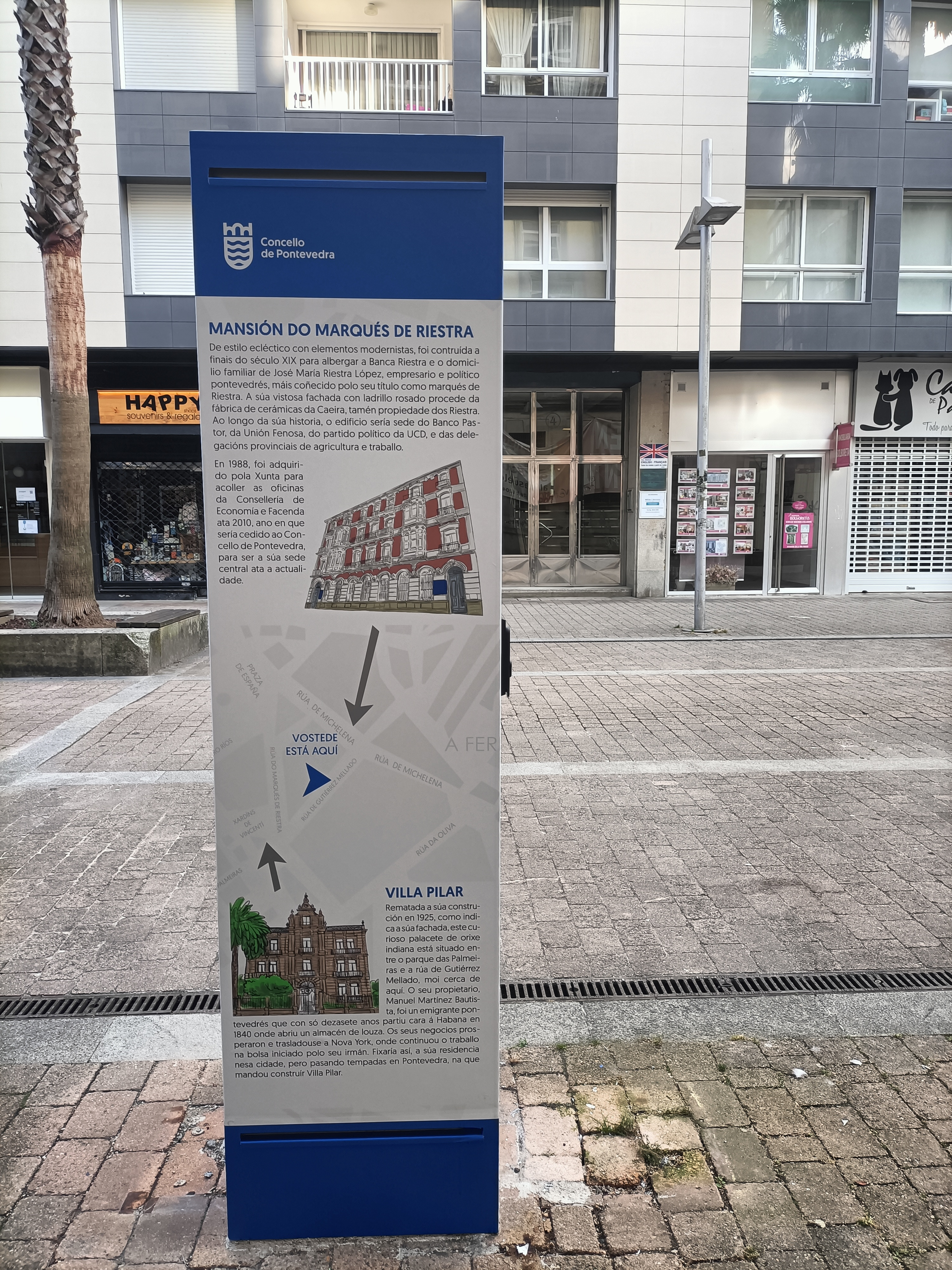
Panel informativo de la Mansión del Marqués de Riestra en la calle
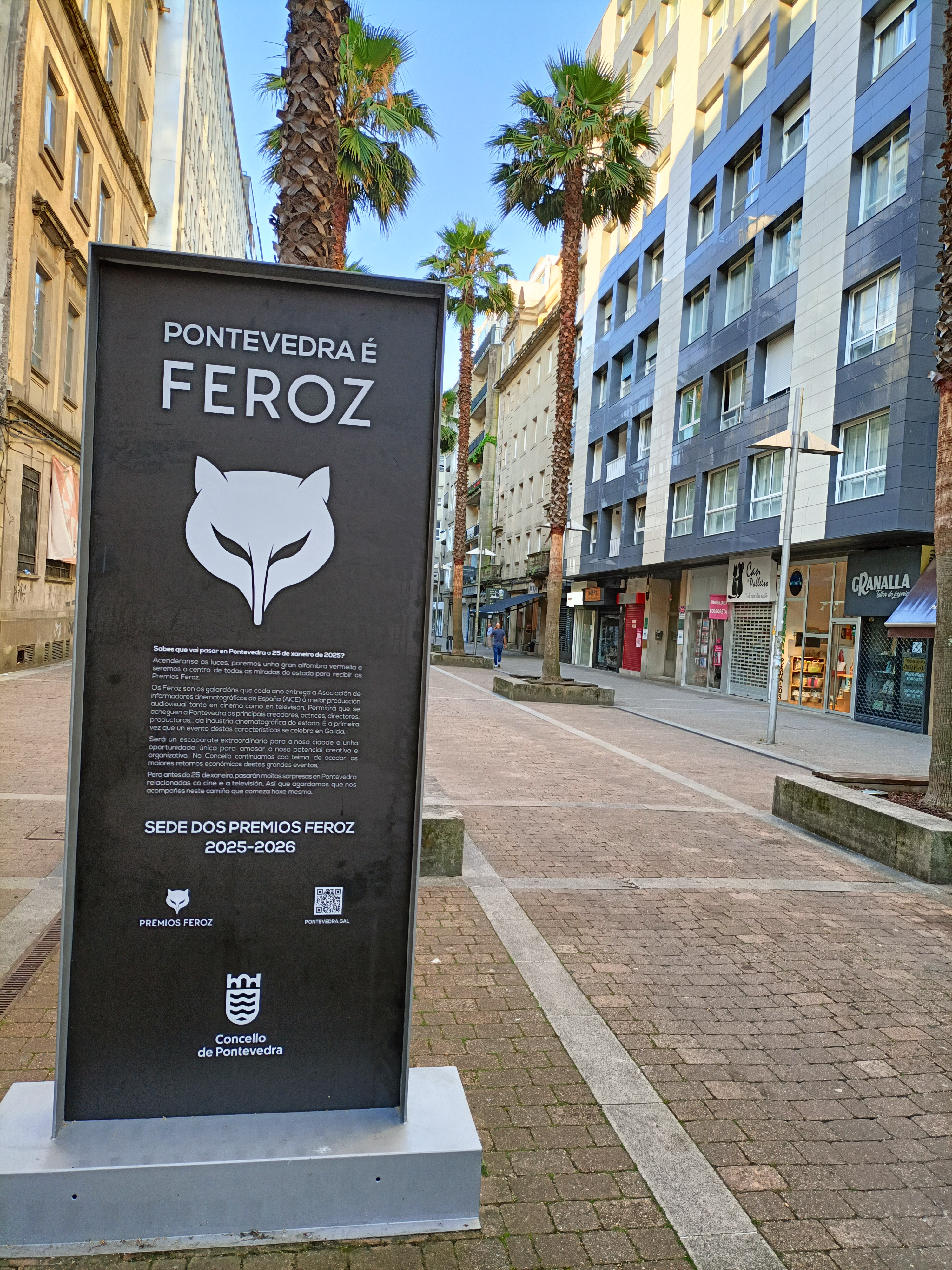
Panel informativo de los Premios Feroz en la calle
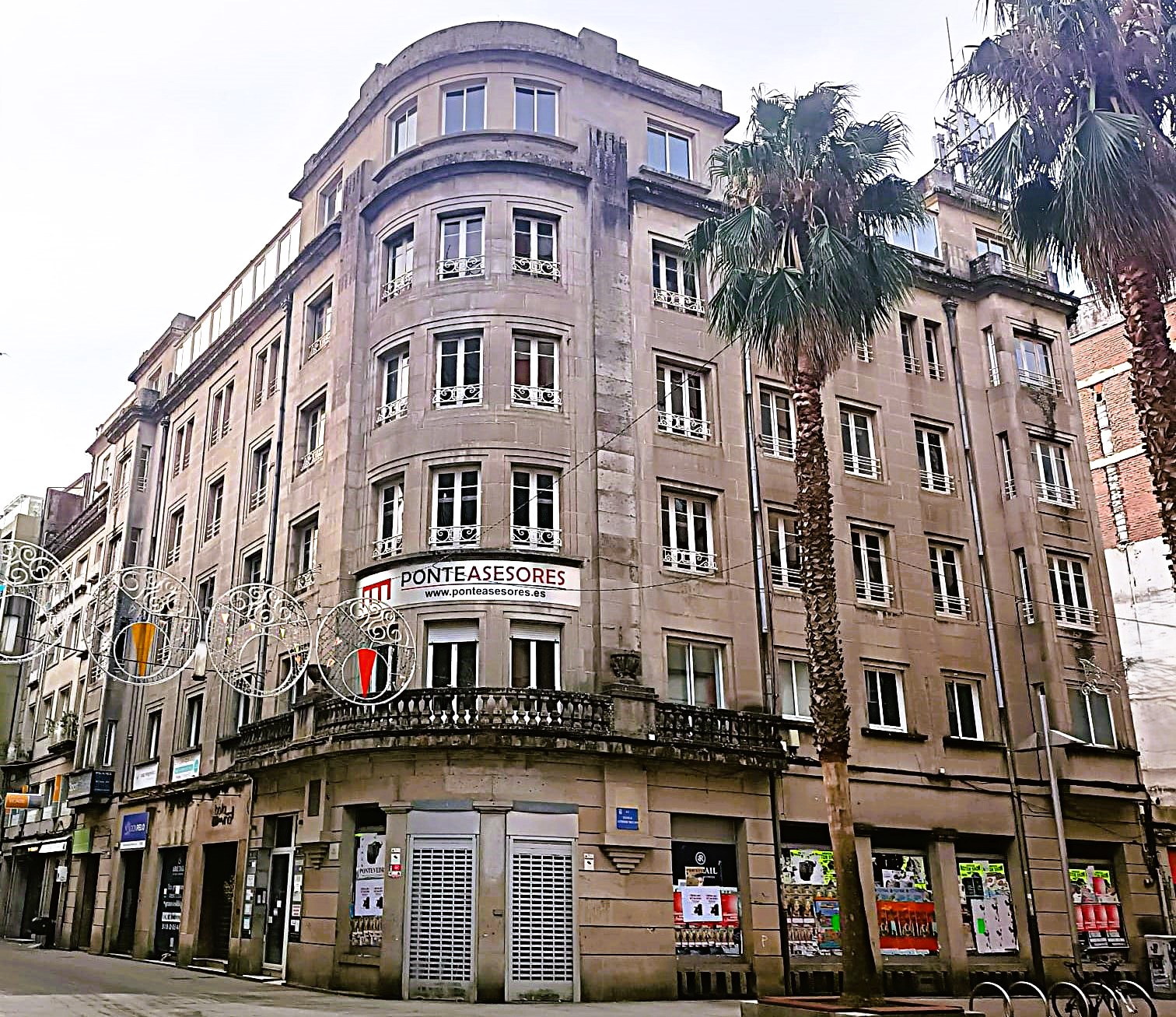
Edificio Corbal en la esquina con la calle Michelena